# Хут, Кристиане
Кристиане Хут (нем. Christiane Huth; род. 12 сентября 1980, Зуль) — немецкая гребчиха, выступавшая за сборную Германии по академической гребле на всём протяжении 2000-х годов. Серебряная призёрка летних Олимпийских игр в Пекине, обладательница двух бронзовых медалей чемпионатов мира, победительница многих регат национального и международного значения.

## Биография
Кристиане Хут родилась 12 сентября 1980 года в городе Зуль, ГДР. Проходила подготовку в Потсдаме в местном гребном клубе «Потсдамер», была подопечной именитого немецкого тренера Ютты Лау.
Впервые заявила о себе в гребле в 1997 году, выиграв золотую медаль в парных четвёрках на юниорском мировом первенстве в Бельгии. Год спустя на аналогичных соревнованиях в Австрии победила в парных двойках.
В период 1999—2001 годов регулярно принимала участие в различных молодёжных регатах, в частности дважды выигрывала этапы Кубка наций.
В 2002 году вошла в основной состав немецкой национальной сборной и дебютировала в Кубке мира, выступила на трёх этапах, в том числе на этапе в Люцерне выиграла бронзовую награду в двойках. Также стартовала на чемпионате мира в Севилье, где показала в двойках пятый результат.
В 2003 году в парных четвёрках выиграла серебряные медали на этапах Кубка мира в Мюнхене и Люцерне. В следующем сезоне добавила в послужной список ещё серебро и две бронзы, полученные в двойках на отдельных этапах мирового кубка.
В качестве запасной спортсменки присутствовала на летних Олимпийских играх 2004 года в Афинах, однако её участие здесь не потребовалось.
На мировом первенстве 2005 года в Гифу финишировала в двойках четвёртой, остановившись в шаге от призовых позиций. Кроме того, в той же дисциплине выиграла серебряную и бронзовую медали на этапах Кубка мира в Итоне и Мюнхене соответственно.
В 2006 году в четвёрках получила бронзу на чемпионате мира в Итоне. Изначально немки финишировали здесь на четвёртой позиции, но позже победившая команда России была дисквалифицирована в связи с проваленным допинг-тестом гребчихи Ольги Самуленковой — таким образом команда Германии переместилась на третью позицию. Помимо этого, Хут стала серебряной и бронзовой призёркой в четвёрках на этапах Кубка мира в Люцерне и Познани.
На домашнем мировом первенстве 2007 года в Мюнхене заняла шестое место в двойках.
Благодаря череде удачных выступлений удостоилась права защищать честь страны на Олимпийских играх 2008 года в Пекине — вместе с напарницей Аннекатрин Тиле заняла в парных двойках второе место, уступив на финише только экипажу из Новой Зеландии, и тем самым завоевала серебряную олимпийскую медаль.
После пекинской Олимпиады Кристиане Хут ещё в течение некоторого времени оставалась в составе гребной команды Германии и продолжала принимать участие в крупнейших международных регатах. Так, в 2009 году в двойках она выиграла серебряную медаль на домашнем этапе Кубка мира в Мюнхене, в то время как в четвёрках получила бронзу на чемпионате мира в Познани. Вскоре по окончании этих соревнований приняла решение завершить спортивную карьеру.